# Reghina Kalinicenko
Reghina Kalinicenko (născută Rehina Șîmkute; n. 21 decembrie 1985) este o fostă jucătoare profesionistă de handbal din Ucraina. Din 2014 are cetățenia rusă. A evoluat la clubul rusesc Rostov-Don. În sezonul 2009-2010, Reghina Kalinicenko a evoluat pe postul de coordonator de joc la campioana României, CS Oltchim Râmnicu Vâlcea.

## Date personale
- Data nașterii - 21.12.1985
- Locul nașterii - Herson, Ucraina[3]
- Înălțime - 1,79 m
- Număr tricou - 85
- Post - Centru
- Foste echipe - „Galiceanka” Liov (Ucraina)

## Biografie sportivă
Handbalista a fost o apariție regulată în echipa națională de handbal feminin a Ucrainei. De asemenea, ea a fost o jucătoare de bază a clubului SC „Galiceanka” din Liov, la care a evoluat între 2003 și 2009. Contractul cu echipa ucraineană a încetat pe data de 29.01.2009, Rehina Șîmkute transferându-se la campioana României, Oltchim, cu începere din 30.01.2009. La Oltchim, ea a evoluat în sezonul 2009-2010, alături de alte două jucătoare ucrainence, fosta ei colegă de la SC „Halîceanka”, Olha Vașciuk, și Anastasia Pidpalova, transferată de la clubul Metalurg Zaporijjea.
Pe data de 15 mai 2010, Rehina Șîmkute a jucat, alături de colegele sale de la Oltchim, returul finalei Ligii Campionilor EHF, împotriva echipei daneze Viborg HK. Returul s-a jucat la Sala Polivalentă din București în fața a 6.000 de spectatori, și a fost pierdută de Oltchim cu scorul de 31-32. Deoarece danezele învinseseră și în tur, cu 28-21, Oltchim Râmnicu Vâlcea a ratat câștigarea Ligii Campionilor, însă a devenit vicecampioana Europei, performanță unică în istoria handbalului românesc.
Pe data de 12 iulie 2010, Olga Vașciuk și Rehina Șîmkute și-au reziliat contractele cu formația vâlceană. Ioan Gavrilescu, președintele campioanei României, a declarat că:
„Rezilierea a venit de comun acord. Fetele au spus că vor să plece, le-am înțeles, mai ales că aveau și o ofertă clară de la Rostov pe Don, în Rusia. Nu s-au acomodat în opinia mea, mai ales Vașciuk. Asta este, le mulțumim pentru ce au făcut la Vâlcea și le urăm mult succes în continuare.”—ProSport - 12 iulie 2010
Din sezonul 2010-2011, ea a fost jucătoare legitimată a clubului Rostov-Don.

## Palmares
- O Ligă a României (2010)
- Un loc 2 în Liga Campionilor EHF la Handbal Feminin (2010)